# Robert Lehmann-Dolle
Robert Lehmann-Dolle (* 9. Januar 1984 in Erfurt als Robert Lehmann) ist ein ehemaliger auf Lang- und Mittelstrecken spezialisierter deutscher Eisschnellläufer, der nach seiner aktiven Zeit als Trainer tätig ist.

## Werdegang
Robert Lehmann vom ESC Erfurt wurde bis 2004 von Peter Wild, anschließend von Stephan Gneupel und seit 2006 in der zentralen deutschen Herrentrainingsgruppe von Bart Schouten trainiert. Seit 2010/11 trainiert er in der Mehrkampftrainingsgruppe von André Unterdörfel in Berlin. Bei den Junioren-Mehrkampf-Weltmeisterschaften 2003 in Kushiro wurde er hinter dem Niederländer Remco Olde Heuvel Vizeweltmeister. Mit dem Team wurde er Fünfter. Sechs Mal war er deutscher Juniorenmeister.
Im Weltcup debütierte er im November 2004 in Hamar. Die beste Platzierung für den Lang- und Mittelstreckenspezialisten war ein zwölfter Platz über 5000 Meter im November 2005 in Salt Lake City. Bei den Olympischen Spielen 2006 in Turin trat er über 1500 Meter (36.) und im Team (7.) an. 2004 war er hinter Marco Weber deutscher Vizemeister im Mehrkampf, 2006 Dritter hinter Tobias Schneider und Jörg Dallmann im Kleinen Mehrkampf. 2007 kam Silber über 5000 Meter und Bronze über 1500 Meter hinzu. In den letzten beiden Jahren (2011/2012) konnte Lehmann vornehmlich im Team Pursuit glänzen.
Lehmann arbeitete als Nachwuchstrainer am Olympiastützpunkt Berlin, bis er aufgrund der Doping-Vorwürfe 2019 freigestellt wurde. Er ist mit der ehemaligen Eisläuferin Friederike Dolle verheiratet.
Der im Rahmen der Blutdopingaffäre „Operation Aderlass“ (2018/19) aufgeflogene Sportmediziner Mark Schmidt belastete auch Robert Lehmann-Dolle. Am 10. Mai 2019 bestätigte die Nationale Anti-Doping Agentur Deutschland erstmals offiziell Lehmanns Namen als in Zusammenhang mit der Dopingaffäre stehend. Es wurde ein sportrechtliches Disziplinarverfahren vor dem Deutschen Sportschiedsgericht wegen möglicher Verstöße gegen Anti-Doping-Richtlinien gegen Lehmann-Dolle eingeleitet. Im August 2020 wurde er in erster Instanz von diesen Anschuldigungen freigesprochen. Auch die Berufung vor dem Internationalen Sportgerichtshof wurde im November 2021 abgelehnt und Robert Lehmann-Dohle von allen Dopingvorwürfen freigesprochen.
Im November 2019 wurde das Arbeitsverhältnis von Lehmann-Dolle am Olympiastützpunkt Berlin als Trainer beendet. Gegen die Entlassung hat Robert Lehmann-Dolle vor dem Arbeitsgericht geklagt und im Sommer 2021 hat das Arbeitsgericht die Kündigung für unwirksam erklärt.

## Eisschnelllauf-Weltcup-Platzierungen
| Platzierung | 100 m | 500 m | 1000 m | 1500 m | 5000 m | 10.000 m | Team |
| ----------- | ----- | ----- | ------ | ------ | ------ | -------- | ---- |
| 1. Platz    |       |       |        |        |        |          |      |
| 2. Platz    |       |       |        |        |        |          | 1    |
| 3. Platz    |       |       |        |        |        |          | 1    |
| Top 10      |       |       |        |        |        |          | 5    |

(Stand: 2. Dezember 2008)